# NGC 482
NGC 482 es una galaxia espiral de la constelación de Fénix.
Fue descubierta el 23 de octubre de 1835 por el astrónomo John Herschel.